# Phyllodactylus dixoni
Espèce
Statut de conservation UICN

 LC  : Préoccupation mineure
Phyllodactylus dixoni est une espèce de geckos de la famille des Phyllodactylidae.

## Répartition
Cette espèce est endémique du centre-sud du Venezuela.

## Étymologie
Cette espèce est nommée en l'honneur de James Ray Dixon.

## Publication originale
- Rivero-Blanco & Lancini, 1968 "1967" : Phyllodactylus dixoni: Una nueva especie de lagarto (Sauria: Gekkoninae) de Venezuela. Memoria de la Sociedad de Ciencias Naturales La Salle, vol. 27, p. 168-175.